# مارموتير
مارموتير (بالفرنسية: Marmoutier)‏ هي بلدية تقع في إقليم الراين الأسفل من منطقة ألزاس في شمال شرق فرنسا. تبلغ مساحة هذه المدينة 14.07 (كم²)، وترتفع عن سطح البحر 210 م، يبلغ عدد سكانها 2657 نسمة حسب إحصاء المعهد الوطني للإحصاء والدراسات الاقتصادية سنة 2009 م. وترأس Jean-Claude Weil البلدية خلال فترة (2001 - 2008).

## أعلام
- ألبرت خان

## وصلات خارجية
- صفحة البلدية على موقع المعهد الوطني للإحصاء والدراسات الاقتصادية (بالفرنسية)